# 劉嘉瑋
劉嘉瑋（1988年10月21日—）為臺灣女子籃球運動員，場上位置為前鋒，出身嘉義市，自嘉義國中畢業後北上就讀海山高中，2018年出任電信女籃隊長並繼續兼任南山高中女籃助理教練。

## 外部連結
- 劉嘉瑋在Eurobasket.com（球員）（英语）